# Calamagrostis prahliana
Calamagrostis prahliana är en gräsart som beskrevs av Karl Emil Wilhelm Torges. Calamagrostis prahliana ingår i släktet rör, och familjen gräs. Inga underarter finns listade i Catalogue of Life.